# Ratchis
Ratchis ou Rachis est un duc de Frioul de 737 à 744 puis un roi des Lombards d'Italie qui régna de 744 à 749.

## Biographie

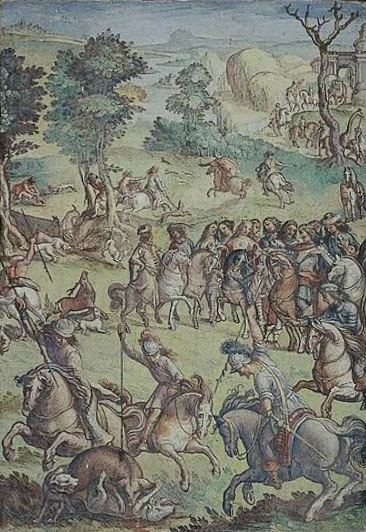
Légende du roi Ratchis
par Francesco Nasini,
Abbadia San Salvatore.

Fils du duc Pemmo du Frioul auquel il succède comme duc de Frioul, il participe aux guerres contre les populations slaves qui menacent le duché frioulan. Devenu roi, c'est un monarque plus diplomate que guerrier, cherchant la paix avec la papauté et l'Empire byzantin, ce qui déclenche une forte opposition d'une grande partie de la noblesse lombarde, souhaitant la politique « dure » du roi Liutprand, qui avait vainement tenté d'unifier la péninsule italienne sous le joug lombard. En 749, il décide d'envahir l'exarchat de Ravenne et assiège au passage Pérouse mais l'intervention du pape Zacharie le pousse à abandonner le siège ce qui déplut à une partie de l'aristocratie lombarde. Impopulaire, il doit abdiquer et se retirer avec sa famille au monastère du Mont-Cassin.
En décembre 756, à la mort accidentelle de son frère, le roi Aistulf, il remonte brièvement sur le trône avant de renoncer définitivement au pouvoir en 757.
Selon le continuateur de l'Histoire des Lombards de Paul Diacre, Ratchis régna quatre ans et neuf mois.

### Origines
Ratchis (ou Rachis) est un noble lombard vivant au milieu du VIIIe siècle de notre ère. Il est le fils ainé de Pemmo, Duc de Frioul, et de Rathberge. Ratchis a deux frères connus : Ratchait, qui est mentionné par Paul Diacre, et Aistolf (ou Aistulf, ou Aistolphe), futur roi des Lombards. La date de naissance exacte de Ratchis est inconnue, car il n'est pas explicitement mentionné dans le livre VI de Paul Diacre que Pemmo ait pris Rathberge pour femme seulement après avoir acquis le duché de Frioul. De plus, l'année d'acquisition du Frioul par Pemmo est aussi incertaine. La date (et le lieu) de naissance de Ratchis, et de ses frères, ne peut donc pas être déterminée. La date de mort de Ratchis est également inconnue, bien qu'elle ne soit pas associée à la fin de son règne en 749, puisqu'il joue encore un rôle vis-à-vis du pouvoir en 757. Avec ces informations, il est toutefois possible d'estimer que Ratchis nait au début du VIIIe siècle et décède vers la fin du même siècle.

### Acquisition du titre de Duc de Frioul
Pemmo de Frioul était « un homme ingénieux et utile à sa patrie ». Il est donc naturel que le fils ainé de ce duc apprécié, en l’occurrence Ratchis, « homme vaillant », ait hérité de ce titre de noblesse. Toutefois, ce n'est pas à la mort de Pemmo que Ratchis se voit attribuer le duché de Frioul. Le passage du Frioul aux mains de Ratchis advient à la suite d'une querelle importante entre Pemmo et un certain patriarche nommé Calliste. Le roi des Lombards, Liutprand (ou Luitprand) décidera de réquisitionner le duché de Frioul pour le donner à Ratchis, forçant du même coup Pemmo à s'exiler. Ratchis tentera d'obtenir de son suzerain que son père (Pemmo) soit gracié et pardonné, mais le procès que le roi Liutprand accorde à Pemmo n'aidera pas le sort de ce dernier. Dans cet épisode décrit par Paul Diacre, il semble toutefois que Ratchis réussit à contrôler la violence de son frère Aistolf, qui s'apprêtait à tirer son épée, ce qui montre l'autorité qu'exerçait Ratchis face à son frère cadet.

### Acquisition du titre de Roi des Lombards
En 741, le pape Grégoire III meurt et son successeur, le pape Zacharie, a pour objectif de ramener un climat de paix avec le royaume lombard, objectif qu'il accomplit par l'entremise de traités avec Liutprand. Toutefois, Liutprand meurt en 744 et la monarchie élective des Lombards met la paix établie entre Zacharie et Liutprand en péril. Le choix des Lombards comme nouveau roi semble en effet se porter sur Hildeprand (ou Hildebrand), qui est décrit comme un Lombard « aux intentions peu pacifiques ». D'une manière dont les détails restent imprécis, le pape Zacharie éloignera Hildeprand, neveu de Liutprand, du pouvoir et fera élire sur le trône Ratchis du Frioul. Dans Histoire résumée d'Italie de Jules Zeller, Ratchis est décrit comme « [un] guerrier pieux et docile à la voie des prêtres ». Pour le pape Zacharie, Ratchis serait un roi plus enclin à la paix qu' Hildeprand. C'est ainsi que le duc de Frioul deviendra monarque du peuple lombard de 744 à 749.

### Le règne de Ratchis
L'historien Chris Wickham décrit le règne de Ratchis comme un règne suivant la politique établie par Liutprand. Bien qu'il soit un souverain plus pacifique et pieux que l'aurait été Hildeprand, Ratchis va s'attaquer à deux villes italiennes, Rome et Ravenne (capitale de l'Italie Byzantine), et malgré les défaites que subit Ratchis, ces assauts sur les villes d'Italie s'inscrivent dans la politique de l'ancien monarque. Les lois établies par Ratchis en 746 (quatorze lois) suivent également la tradition lombarde, ce qui laisse transparaitre un règne stable. Malgré son règne qui s'inscrit dans la continuité du règne de Liutprand, Ratchis sera impopulaire auprès des Lombards, et ceux-ci préfèrent son frère, Aistolf, qui affiche plus de force.

### L'adversaire Carolingien
Bien que Ratchis ne se démarque pas au niveau de ses actions militaires contre les carolingiens, les souverains francs restent néanmoins l'ennemi le plus important des rois lombards durant le siècle où règne brièvement Ratchis. Son prédécesseur, Liutprand, eut à combattre face à Charles Martel. Ratchis et Aistolf auront comme adversaire Pépin le bref. Ce sera d'ailleurs contre Pépin le bref qu'Aistolf sera défait quelque temps avant la fin de son règne, victoire qui vaudra indirectement à Pépin d'être sacré roi des Francs par le pape. Enfin, le successeur d'Aistolf, Didier de Lombardie, aura à combattre contre le puissant Charlemagne. La similitude de ces quatre souverains lombards se trouve non seulement dans leur adversaire, mais aussi dans leur défaite face aux carolingiens. La défaite de Didier marquera également la fin du royaume lombard, qui sera intégré à l'empire de Charlemagne.

### Déclin du royaume lombard
Si le royaume atteint l'apogée de sa puissance sous le règne de Liutprand, le royaume commence également à décliner avec la mort de ce roi guerrier. Bien que la fin de la vie de Liutprand soit parfois associée au déclin du royaume avec l'apparition de plusieurs lois aux peines afflictives, le déclin du royaume est évident lors de l'entrée en fonction de Ratchis du Frioul. Comme le mentionnent les historiens Delumeau et Heullant-Donat, « l'Italie des derniers rois lombards fut un royaume assiégé, inquiet et, dans ses derniers temps, divisé contre lui-même ».

### Abdication
En l'an 749, Ratchis abdique au profit de son frère Aistolf. Cette mesure est accompagnée d'une autre décision de Ratchis, son retrait au monastère du Mont-Cassin. L'historien Chris Wickham élabore sur la possibilité que ces actions soient causées par un coup d'État, dont Aistolf pourrait être le responsable. Le monastère du Mont-Cassin est aussi le refuge du frère de Pépin le bref, Carloman. Aux mêmes moments que Aistolf et Pépin porteront couronne et épée en se faisant la guerre, leurs frères respectifs porteront donc la tonsure au monastère de Mont-Cassin. Auncune source ne mentionne toutefois si les deux personnages (Ratchis et Carloman) se sont véritablement côtoyés ou s'ils ont eu des discussions quelconques. Il est néanmoins certain que, durant quelques années (au tournant des années 750), Ratchis et Carloman ont tous deux été hébergés au même monastère.

### Une dernière prétention au trône
À la suite de la mort de son frère Aistolf, Ratchis tente de sortir de son exil monastique et prétendre à nouveau au titre de roi des Lombards. Ratchis pourrait en effet être héritier du trône puisque Aistolf est mort sans successeur fort. Il devra toutefois faire face à Didier de Lombardie qui a obtenu le soutien de la papauté, soutien qui avait permis en 744 à Ratchis d'accéder au pouvoir. Une guerre civile éclate entre les deux prétendants, qui se solde par la victoire de Didier et le retrait définitif de Ratchis de la vie politique lombarde.

## Documentation sur Ratchis
Malgré son implication dans l'histoire lombarde, Ratchis est un personnage dont la documentation le concernant reste très mince, que ce soit par les auteurs anciens ou récents. Bien que Paul Diacre ait écrit sur Ratchis, peu d'informations sur lui sont révélées à travers L'Histoire des Lombards et Ratchis n'est mentionné que sous son titre de Duc de Frioul. Paul Diacre semble avoir arrêté son ouvrage avec Liutprand, le dernier roi lombard dont le règne est prospère. Quant aux ouvrages sur l'histoire lombarde écrits par des chercheurs et historiens actuels, les rois lombards mentionnés font généralement un saut entre Liutprand -qui représente l'apogée du royaume lombard - en passant de façon anecdotique sur Aistolf - qui permet d'introduire l'alliance entre la papauté et le royaume des francs- pour finalement terminer avec Didier le Lombard - qui représente la fin implicite du royaume lombard -, les Lombards sont ensuite intégrés dans l'Empire Franc. Hildeprand, qui règne vraisemblablement durant une courte période en 744, et Ratchis sont donc généralement omis dans les livres d'histoires sur l'Italie Médiévale ou sur le Haut Moyen âge. Le règne de Ratchis sur le royaume lombard, ainsi que son règne sur le duché de Frioul, restent donc imprécis.